# Deserto de Kharan
O Deserto de Kharan (Urdu خاران صحر) é um deserto de areia localizado na província de Baluchistão na porção sudoeste do Paquistão. 
O deserto foi local do segundo teste nuclear do Paquistão, o Chagai-II, ocorrido em 30 de maio de 1998.

## Topografia
O deserto é caracterizado pelos extremos de altitude e temperaturas. Consiste por dunas de areia móveis conjuntamente com um solo de pedregulhos. As dunas podem atingir alturas de 15 a 30 metros. Áreas de níveis entre as dunas são solos rígidos quando secos e moles (caracterizados por argilas) quando molhados. A altitude nas encostas do deserto atingem 1 000 m ao norte e 250 m para o sudoeste. A precipitação média anual do deserto não passa dos 100 mm. Na região, também áreas de drenagem interiores e lagos secos. A região é conhecida por suas miragens e pelas suas severas tempestades de areia.

## Ligações Externas
- Desertos do Paquistão
- Kharan Desert[ligação inativa]